# Smrk (Dãy núi Jizera)
Smrk ( tiếng Ba Lan: Smrek ; tiếng Đức: Tafelfichte) là ngọn núi cao nhất của Séc của dãy núi Jizera . Có chiều cao 1.124 m (3.688 ft)    , đôi khi nó được gọi là "Vua của các ngọn núi Jizera"

## Địa lý
Ngọn núi nằm ở phía nam Nové Město pod Smrkem ở Vùng Liberec thuộc phía bắc Bohemia . Trên vành đai phía đông của cao nguyên là ranh giới với Ba Lan; đỉnh núi thuộc lãnh thổ Ba Lan ở phía tây wieradów-Zdrój đạt tới độ cao 1.123 m (3.684 ft)     .
Có thể nhìn thấy từ đỉnh núi một cái nhìn toàn cảnh trong đó bao gồm đỉnh Sněžka nổi bật của dãy Krkonoše ở phía đông, cũng như đến Cao nguyên Lusatian bên kia biên giới Đức ở phía tây tới các tháp làm mát của Nhà máy điện Boxberg .

## Lịch sử

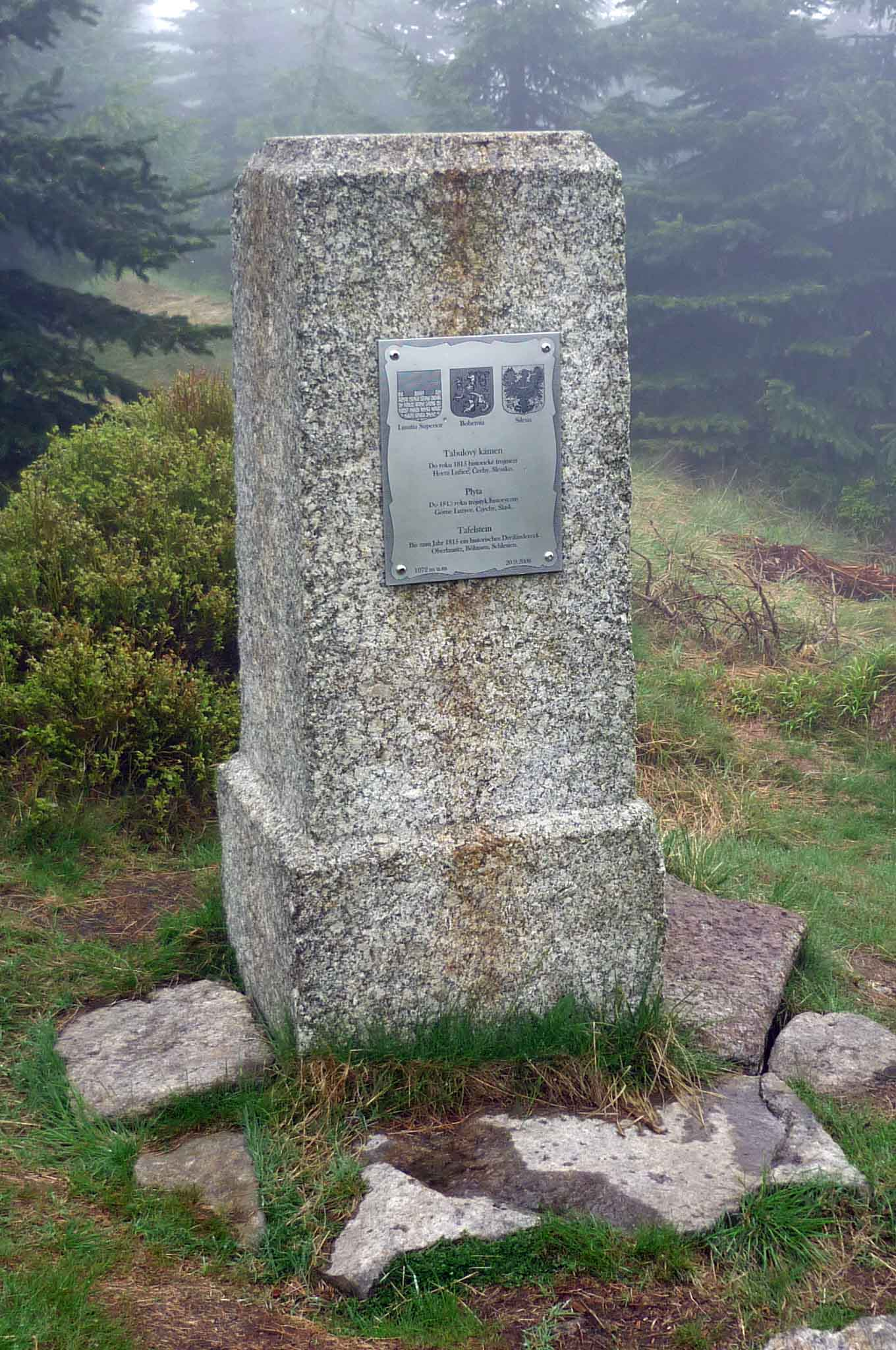
Tabulový kámen

Tượng đài bằng đá "Tabulový kámen" ( Tafelstein ) ở sườn phía bắc của ngọn núi đánh dấu địa điểm này, kể từ thời Trung cổ đã hình thành nên tam điểm lịch sử giữa các:
- Lãnh chúa vùng Lusatian của Meffersdorf (tiếng Ba Lan: Unięcice, ở Pobiedna ngày nay)
- Công tước vùng Hạ Silesian của Jawor, nơi những vùng đất xung quanh Szklarska Poręba ( Schreiberhau ) được tổ chức bởi Nhà Schaffgotsch, và
- Bohemian lãnh thổ xung quanh Frýdlant (Friedland).

Ngọn núi có tên từ một cây thông hùng mạnh một thời ( tiếng Séc: smrk, Tiếng Đức: Fichte) cây mọc gần biên giới, nơi Hoàng đế la mã tổng tư lệnh Albrecht von Wallenstein, sau nâng cao chức vụ của mình lên Công tước Friedland, đã đóng đinh huy hiệu vào năm 1628. Cây đã bị bật gốc, vào năm 1790, bởi một cơn bão.
Bohemia, Silesia và Lusatia đều từng là Vùng đất của Bohemian Crown từ thế kỷ 14, và là một phần của Vương quốc Habsburg của Áo từ năm 1526. Sau khi Thượng Lusatia được chuyển đến tuyển đế hầu quốc Sachsen trong cuộc Chiến tranh Ba mươi năm bởi Hòa bình Prague năm 1635 và vua Phổ Frederick Đại đế đã chinh phục Silesia vào năm 1742, ngọn núi cũng là điểm nối giữa vùng đất Saxon, nằm giữa Phổ và Áo. Theo Đại hội Vienna năm 1815, nước Phổ cũng sáp nhập vùng đất Thượng Lusatian ở phía tây bắc, được sáp nhập vào Tỉnh Silesia . 

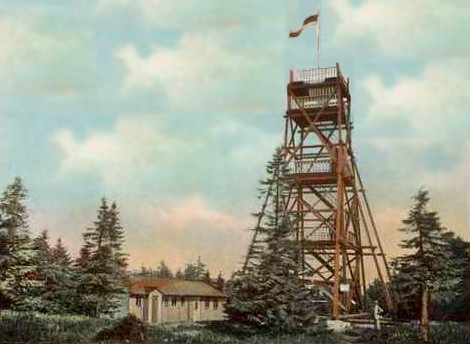
Tháp quan sát, vào khoảng năm 1900

Vào ngày 21 tháng 8 năm 1892, một tháp quan sát bằng gỗ, có chiều cao 20 m (66 ft), được xây dựng trên đỉnh Tafelfichte. Túp lều trên núi dùng để làm nơi cư trú của các công nhân xây dựng đã được chuyển đổi, sau khi xây dựng tòa tháp, thành một ngôi nhà ( Baude, bouda ). Cho đến năm 1935, có tới 18.000 người mỗi năm đến thăm đỉnh núi. 

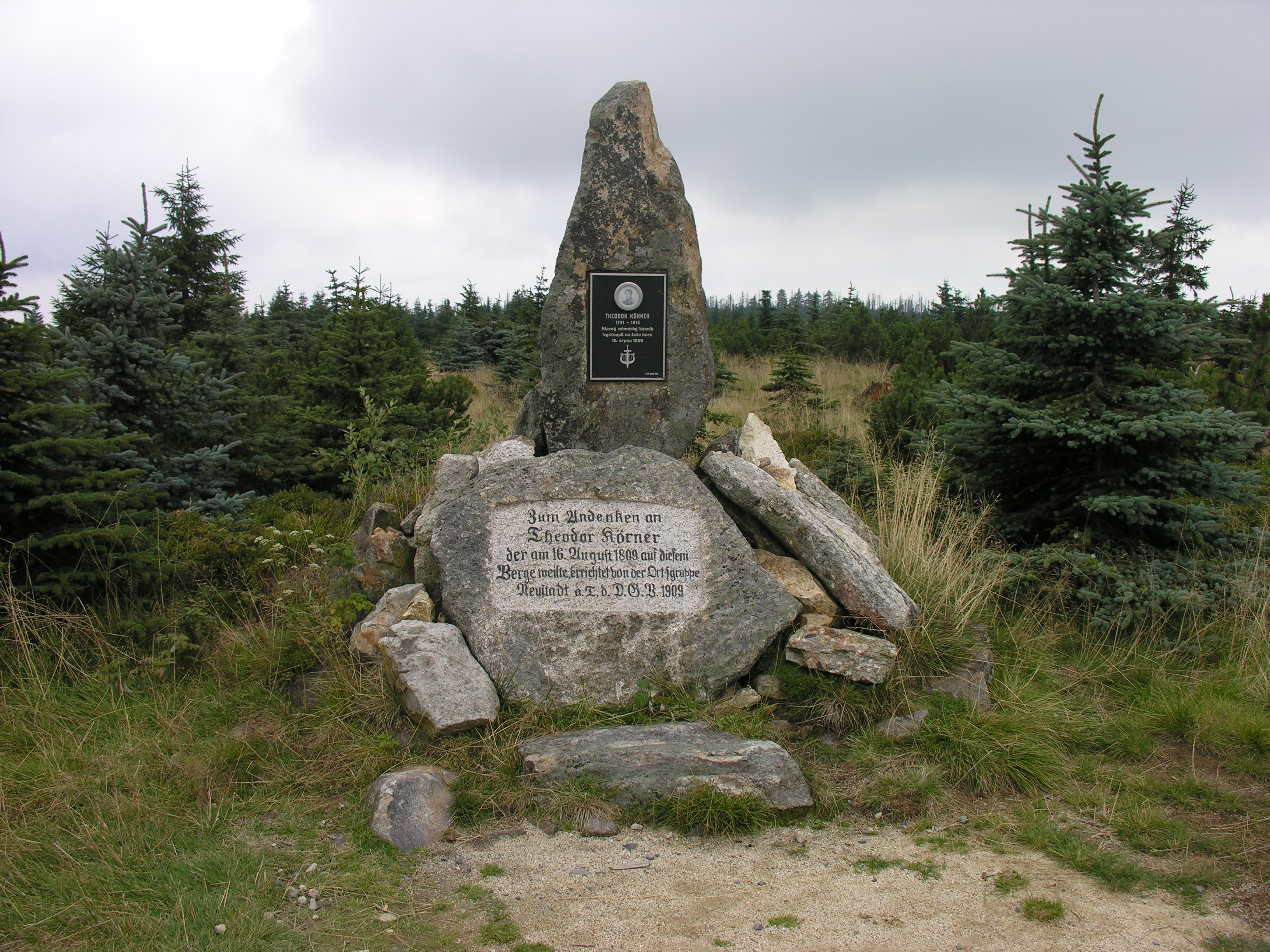
Đài tưởng niệm Theodor Korner

Năm 1909, một hòn đá tưởng niệm tôn vinh nhà thơ người Đức Theodor Körner đã được dựng lên trên đỉnh núi để kỷ niệm thời gian ông ở lại đây vào một trăm năm trước.
Sau Thế chiến II, dân số Đức địa phương bị trục xuất và ngôi nhà bị bỏ hoang và bị cướp phá. Các cơ sở bị bỏ hoang rơi vào tình trạng hư hỏng và tòa tháp sụp đổ vào những năm 1950. Trong nhiều thập kỷ sau đó, rừng trở lại, từ ký sinh trùng hoặc mưa axit, đã dọn sạch đỉnh núi đến điểm phần lớn là trần. 

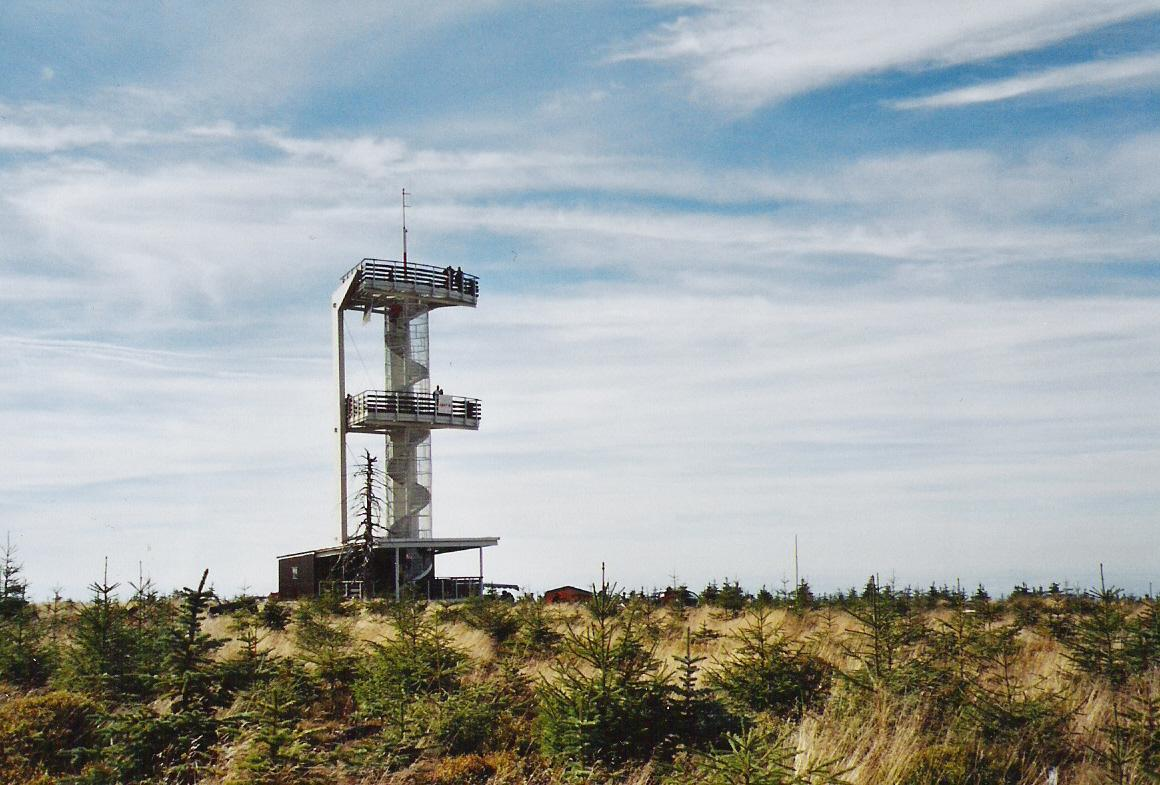
Tháp mới

Sau cuộc Cách mạng Nhung 1989, các kế hoạch đã được thực hiện để xây dựng một tòa tháp mới. Năm 2002, việc xây dựng bắt đầu và vào ngày 18 tháng 9 năm 2003, ngọn tháp thứ hai cao  20 mét (66 ft), lần này được làm bằng thép, đã được khánh thành. Vào tháng 6 năm 2009, một bản sao của tháp gỗ thế kỷ 19 đã được dựng lên tại Sở thú Prague .

## Trèo lên
- Điểm khởi đầu tốt là thị trấn Lázně Libverda của Séc, nơi đường mòn được đánh dấu màu đỏ trong suốt quãng đường dẫn đến đỉnh núi Smrk.
- Một tuyến đường dốc tương tự từ phía Ba Lan bắt đầu từ Świeradów-Zdrój thông qua Stóg Izerski ( Heufuder ) đến đỉnh núi.
- Một tuyến đường thuận tiện khác là bắt đầu từ nhà trọ Séc Smědava ( Wittighaus ) có chiều dài 7 km (4,3 mi) dọc theo các dấu đỏ. Chỉ có phần cuối cùng, được gọi là "Jacob's Ladder" ( Himmelsleiter ) là dốc đứng.